# Östlicher Bosporus
Der Östliche Bosporus (russisch Босфор Восточный, Bosfor Wostotschny) ist eine Meerenge in der russischen Region Primorje und liegt in der Peter-der-Große-Bucht im Japanischen Meer. Der Östliche Bosporus trennt die Halbinsel Murawjow-Amurski von den beiden Inseln Russki und Elena. Die Meerenge verbindet Amurbucht im Westen und Ussuribucht im Osten.
Der Östliche Bosporus ist bis zu 50 Meter tief, ca. 9 Kilometer lang und an der schmalsten Stelle nur 800 Meter breit.
Die Russki-Brücke, eine Schrägseilbrücke, verbindet die Halbinsel mit der Insel Russki. Im Juli 2012 wurde die Brücke eröffnet und der Fährdienst über die Meerenge eingestellt. Mit einer Spannweite von 1104 Metern ist sie seit 2012 die längste Schrägseilbrücke der Welt.

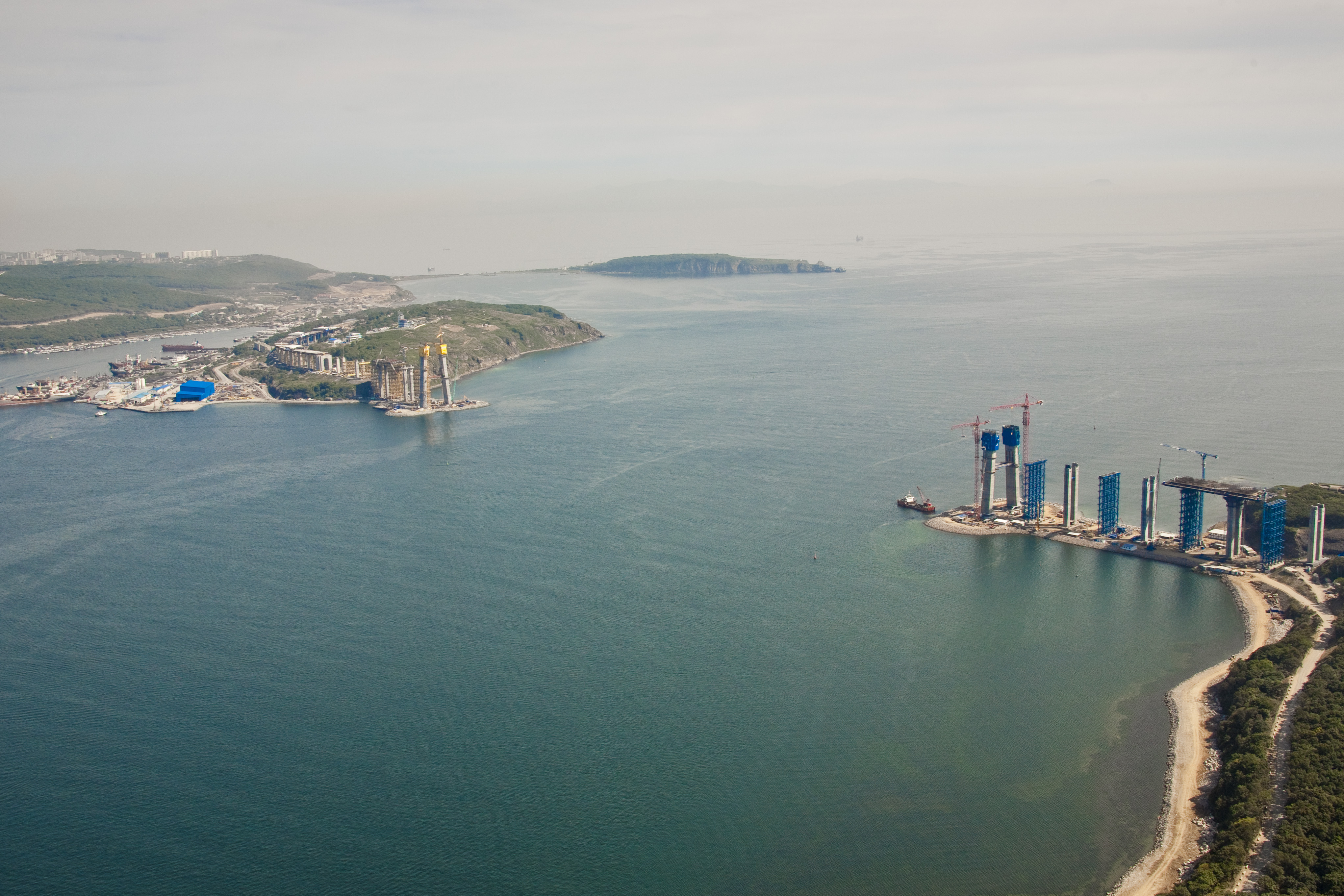
Im Bau befindliche Russki-Brücke
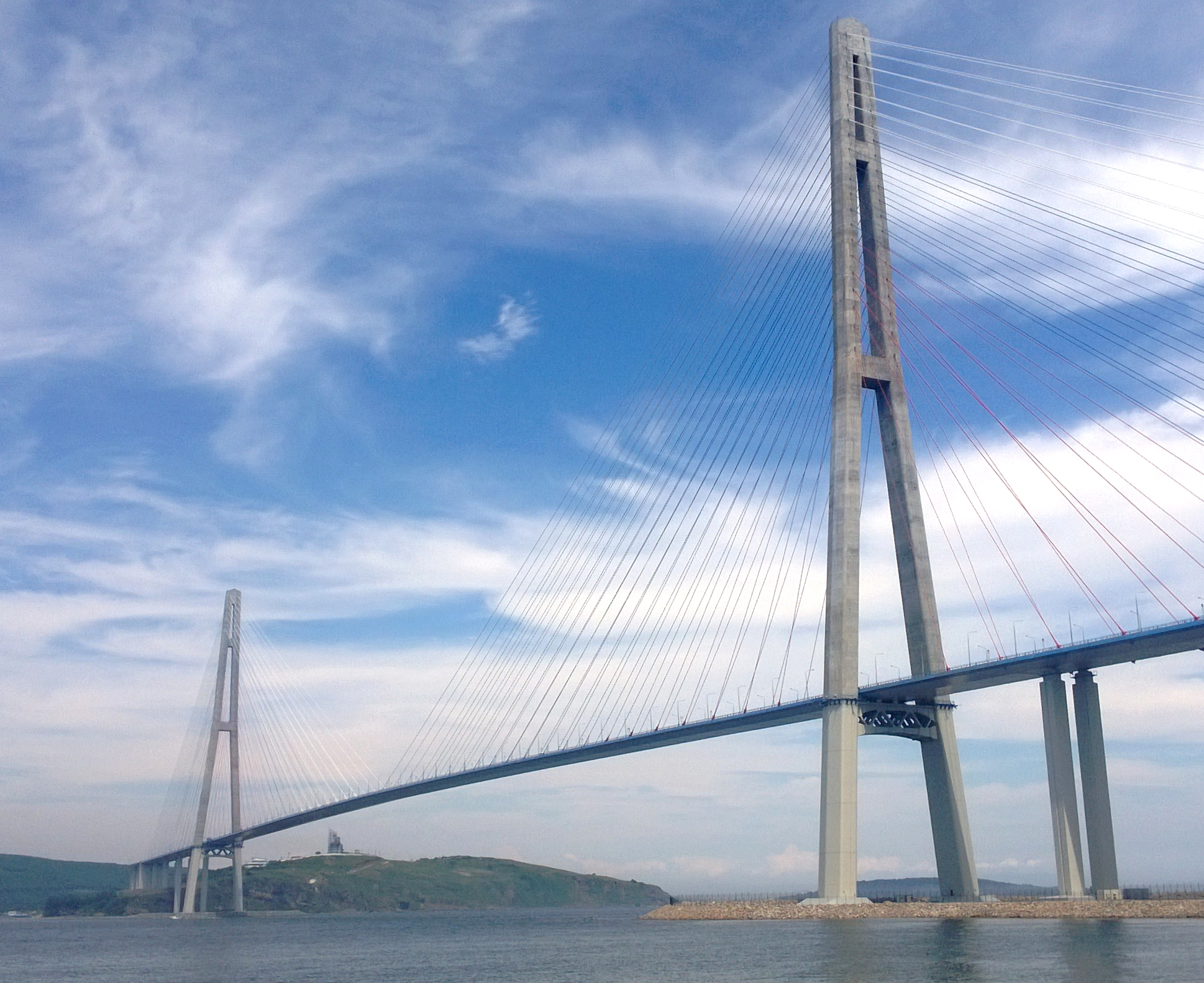
Russki-Brücke
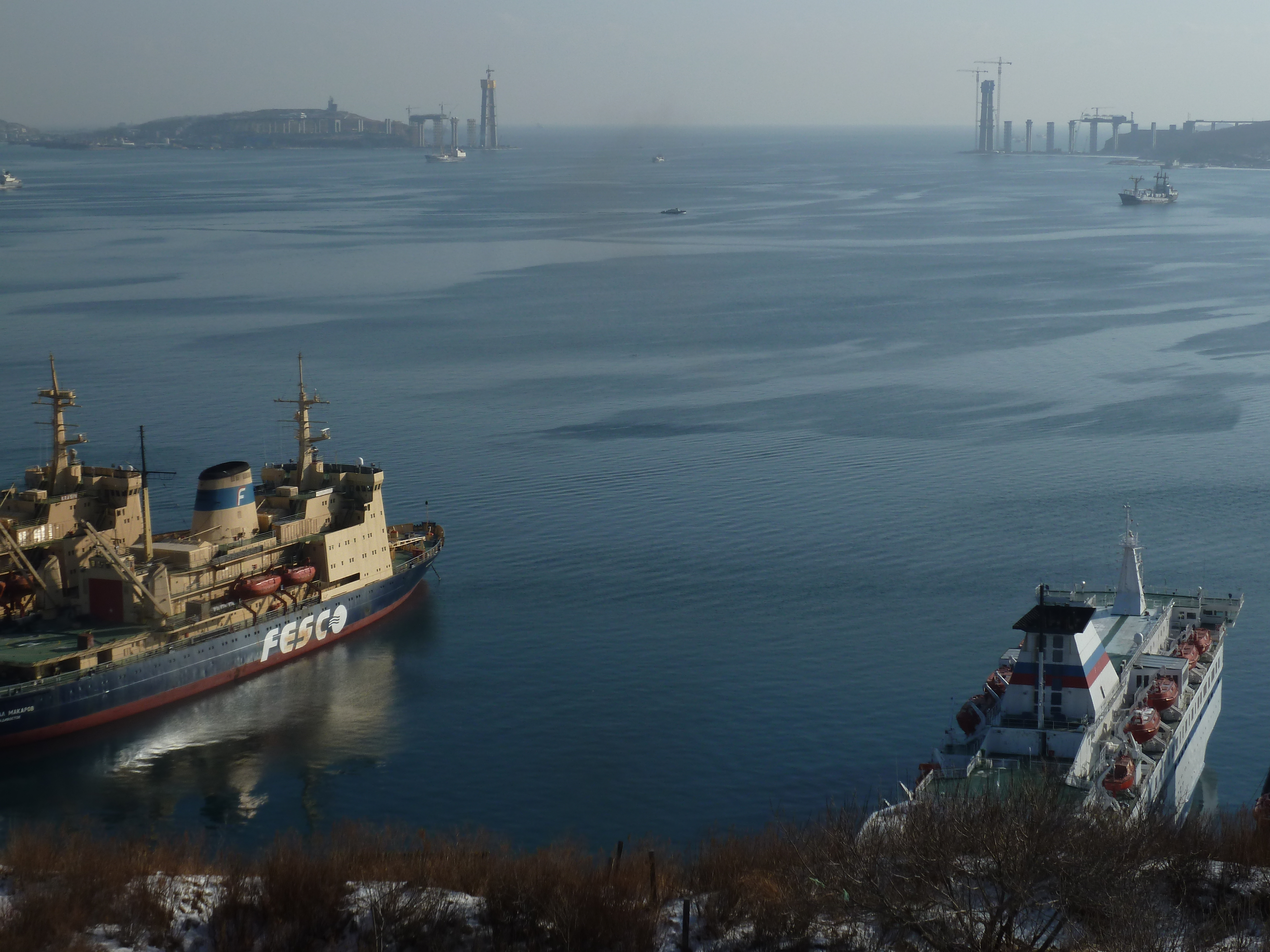
Blick auf den Östlichen Bosporus von Wladiwostok aus
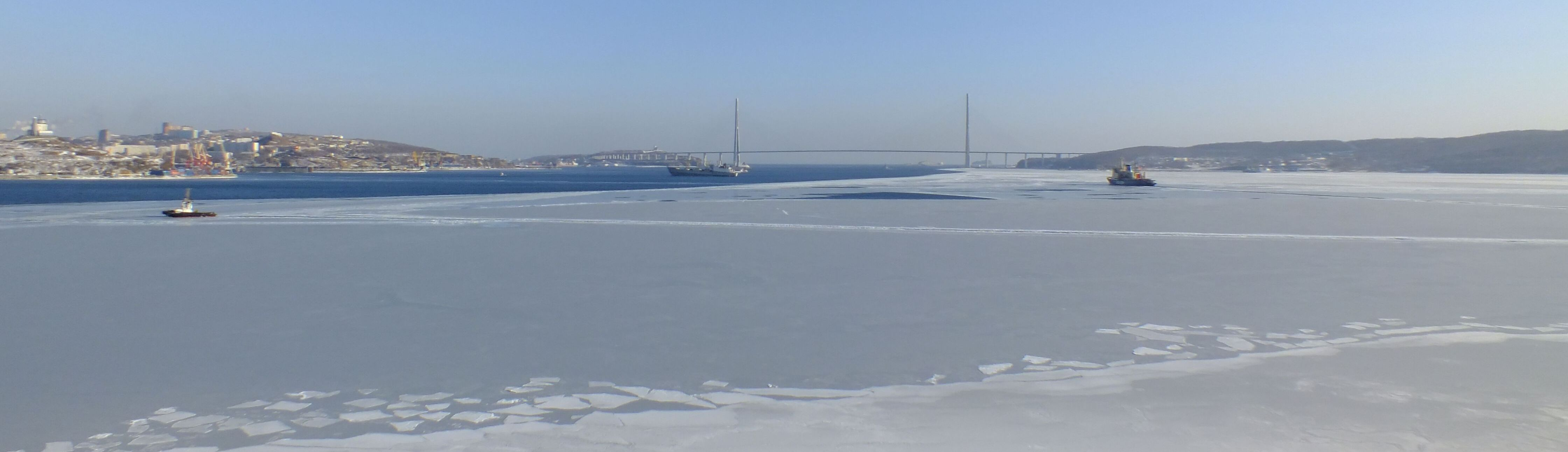
Blick auf die Russki-Brücke über den Östlichen Bosporus
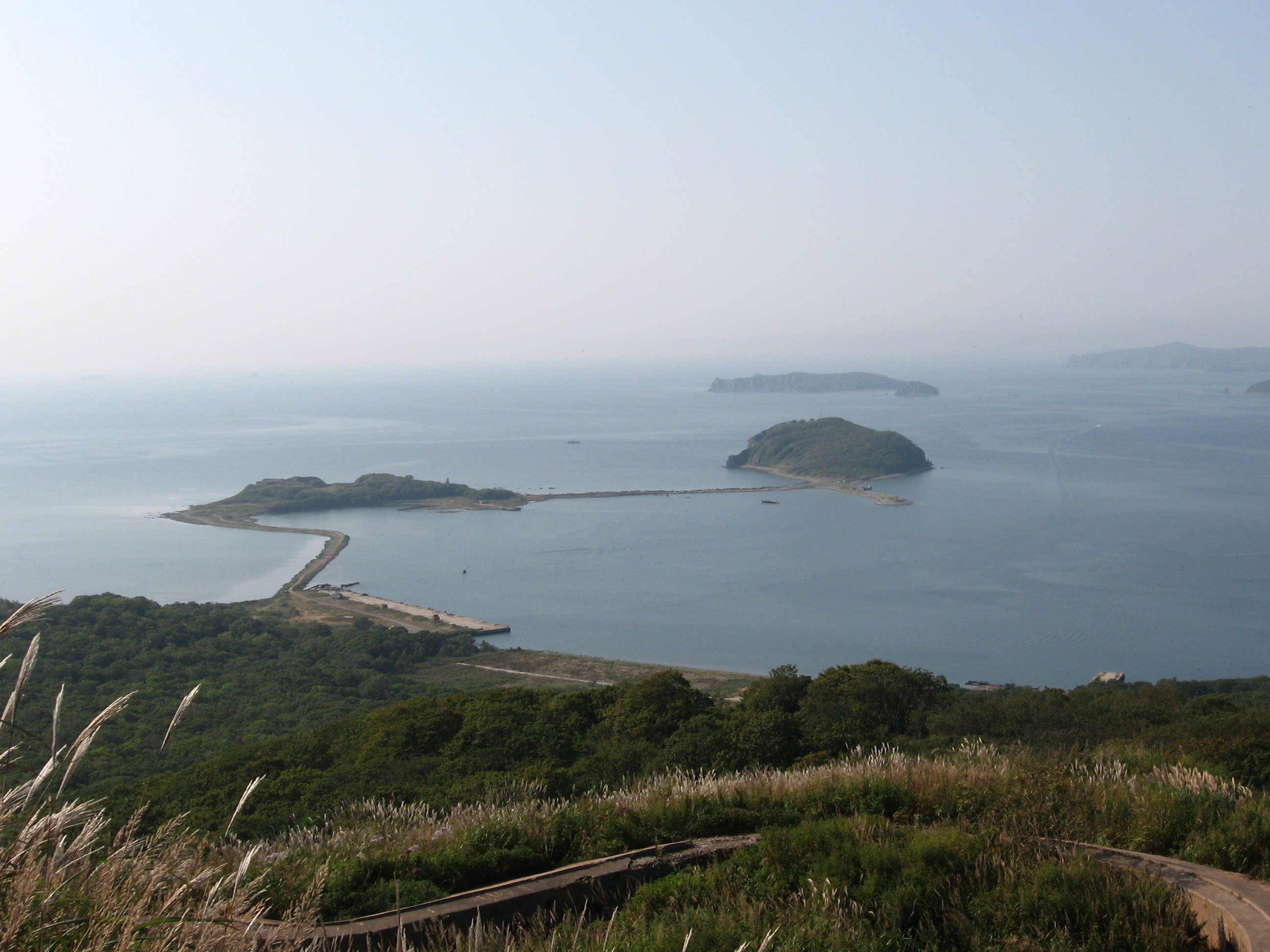
Insel Russki (Vordergrund)